# Monumento a Bismarck (Königsberg)
Il monumento a Bismarck (in tedesco: Bismarck-Denkmal) era un monumento posto nella Kaiser-Wilhelm-Platz a Königsberg. Venne distrutto assieme alla piazza ed al restante 90% della città durante il bombardamento dell'estate del 1944.

## Storia

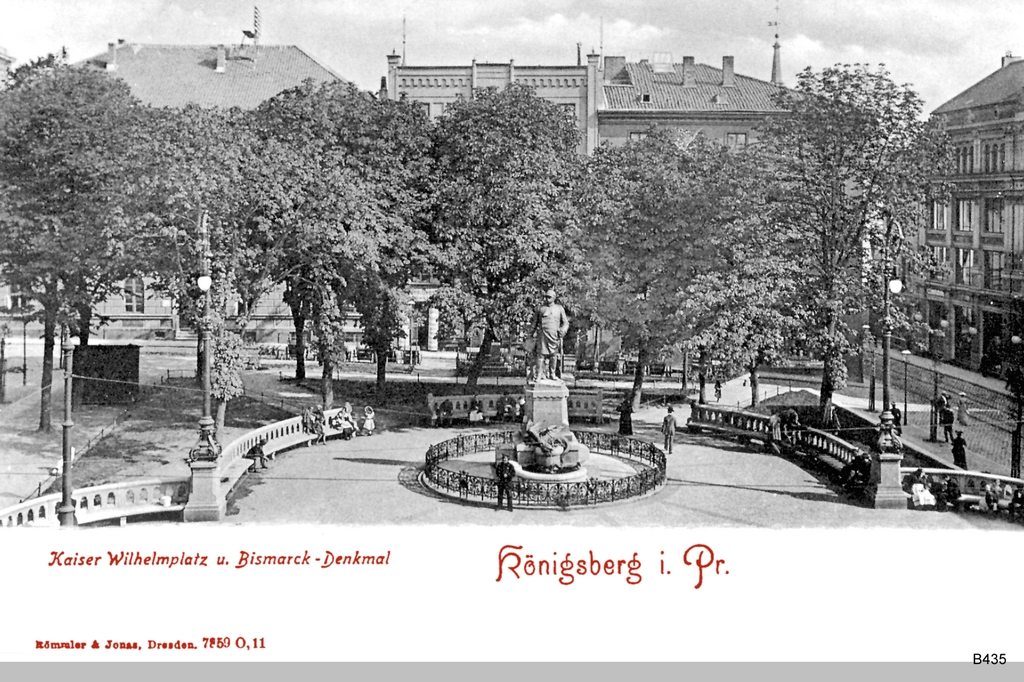
Il monumento e la piazza circostante

Dal 1900 iniziò una riqualificazione dell'intera piazza centrale di Königsberg dopo il termine dei lavori di restauro che avevano interessato nella seconda metà dell'Ottocento anche il castello locale. Dopo la vittoria del concorso indetto, il 1 aprile 1901 il monumento a Bismarck venne svelato sulla Kaiser-Wilhelm-Platz. La decisione da parte della città di Königsberg di dedicare un monumento commemorativo al noto cancelliere tedesco defunto, era dovuta al suo ruolo di grande rilevanza nelle sorti della Germania imperiale e soprattutto per la vicinanza della piazza al castello che per secoli aveva rappresentato un punto di riferimento per i sovrani del Brandeburgo nonché centro di amministrazione del potere locale. Già sette anni prima nella stessa piazza era stato eretto un monumento commemorante la figura di Guglielmo I, padre fondatore dell'impero tedesco nel 1871, il quale era stato affidato al medesimo scultore.